# بریدوگ
بریدوگ (به هلندی: Breedeweg) یک روستا در هلند است که در شهرستان برخ ان‌دال واقع شده‌است. بریدوگ c نفر جمعیت دارد.